# かぼすヒラマサ
かぼすヒラマサは、大分県特産のカボスをエサに加えて育てられる養殖ヒラマサである。 かぼすブリ、かぼすヒラメとともに、大分県の新たなブランド魚となっている。

## 特徴
かぼすヒラマサは、エサにカボスを混ぜて与えており、うまみやコクが豊かで変色しにくい。コリコリした食感と、あっさりとした味わいがブリとは一味違う特徴である。
主な産地は、臼杵市。

## 食べ方
旬は４～６月。
食べ方としては刺身やカルパッチョ。